# Ponometia sutor
Ponometia sutor là một loài bướm đêm trong họ Noctuidae.